# Veyretia sincorensis
Veyretia sincorensis är en orkidéart som först beskrevs av Rudolf Schlechter, och fick sitt nu gällande namn av Dariusz Lucjan Szlachetko. Veyretia sincorensis ingår i släktet Veyretia och familjen orkidéer. Inga underarter finns listade i Catalogue of Life.